# Bogdan Krizman
Bogdan Krizman (Varaždin 28. srpnja 1913. – Zagreb, 5. srpnja 1994.), bio je hrvatski povjesničar.

## Životopis
Bogdan Krizman rodio se je u Varaždinu 1913. godine. Nakon osnovne i srednje škole u Varaždinu diplomirao je na Pravnom fakultetu u Zagrebu 1937. godine. Diplomirao je 1939. godine na na École libre des sciences politiques, međunarodno pravo i diplomaciju povijesti u Parizu. Za vrijeme Drugoga svjetskog rata NDH vlasti su ga prvo zatvorile u logor u Lepoglavi, kasnije je bio konfiniran u Grazu. Doktorirao je 1952. godine na Pravnom fakultetu u Zagrebu s tezom Diplomacija Dubrovačke republike u XVIII. stoljeću.

## Djela
- O dubrovačkoj diplomaciji, Školska knjiga, Zagreb, 1951.
- Što je diplomacija, Društvo novinara Hrvatske, Zagreb, 1952.
- Hitlerov "Plan 25" protiv Jugoslavije: Jugoslavija u svijetlu Nürnberških dokumenata, NIP, Zagreb, 1953.
- Tajna pisma Hitler - Mussolini: (1940-1943), NIP, Zagreb, 1953.
- Postanak moderne diplomacije, IBI, poduzeće za izdavanje, prodaju i distribuciju knjiga, Zagreb, 1957.
- Diplomati i konzuli u starom Dubrovniku, IBI, poduzeće za izdavanje, prodaju i distribuciju knjiga, Zagreb, 1957.
- Stjepan Radić i Hrvatska pučka seljačka stranka u prvom svjetskom ratu,  Institut za historiju radničkog pokreta Hrvatske, Zagreb, 1970.
- Korespondencija Stjepana Radića, sv. 1: 1885-1918., sv. 2: 1919-1928., Sveučilište u Zagrebu, Institut za hrvatsku povijest, Zagreb, 1972-1973. (prir.)[3]
- Vanjska politika jugoslavenske države: 1918-1941, Školska knjiga, Zagreb, 1975.
- Raspad Austrougarske i stvaranje jugoslavenske države, 1977.
- Ante Pavelić i ustaše, Globus, Zagreb, 1978.
- Ustaše i Treći Reich, Globus, Zagreb, 1983.
- Pavelić u bjekstvu, Globus, Zagreb, 1986.
- Hrvatska u Prvom svjetskom ratu: hrvatsko-srpski politički odnosi, Globus, Zagreb, 1989.